# 木
Pour les articles homonymes, voir Bois (homonymie).
木 signifiant arbre, bois, est un idéogramme composé de 4 traits. Il est utilisé en tant que sinogramme et kanji japonais. Il fait partie des kyôiku kanji de 1re année.
Son caractère Unicode est 6728.
En chinois, il se lit mù en pinyin. C'est un des cinq éléments de la cosmologie chinoise du wuxing.
En japonais, il se lit ボク (boku) ou モク (moku) en lecture on et き (ki) en lecture kun.

## Utilisation
- « 木曜日 » (japonais : mokuyōbi), signifie « jeudi », souvent abrégé par le symbole « 木 ».

⇒ Littéralement : « le jour du bois ».
- « 木星 » (japonais : mokusei ; chinois : mùxīng), désigne la planète Jupiter.

⇒ Littéralement : « étoile de l'arbre » ; « planète du bois » ; « astre de bois ».
- « 木琴 » (japonais : mokkin) est le nom donné au xylophone en bois typiquement japonais.

⇒ Littéralement : « harpe de bois ».
- « 木瓜 » (chinois : mùguā), signifie mangue.

⇒ Littéralement : « melon d'arbre ».

## Représentation
Ce caractère est la simplification de l'image d'un arbre avec ses branches, son tronc et ses racines. Le but premier étant de faire de ce symbole une facile correspondance avec le sens auquel il correspond.
Le caractère 本, qui signifie « origine » ou « racine » est tiré du même symbole avec une ligne en plus au niveau des racines de l'arbre.